# Tell Me (Marwa Loud)
Tell Me è un singolo della cantante francese Marwa Loud, pubblicato il 25 giugno 2019.

## Classifiche
| Classifica (2019) | Posizione massima |
| ----------------- | ----------------- |
| Francia           | 111               |